# Сапрыкин, Олег Дмитриевич
Оле́г Дми́триевич Сапры́кин (род. 12 февраля 1981, Москва) — российский хоккеист, заслуженный мастер спорта Российской Федерации (2010).

## Карьера
Воспитанник хоккейной школы ЦСКА, в 1997 году в возрасте 16 лет был приглашен в команду мастеров ЦСКА под руководством В. В. Тихонова. В 1998 году уехал в США в WHL, выступал за команду «Сиэтл Тандербёрдс» и два года подряд включался в символическую сборную WHL ALL-STAR 1999—2000 гг., а также был признан лучшим игроком месяца и лучшим игроком года в команде.
На драфте НХЛ 1999 года был выбран клубом «Калгари Флэймз» в 1-м раунде под общим 11-м номером и первым российским игроком. В 2004 году стал обладателем кубка Западной конференции и боролся за Кубок Стэнли. Во время локаута в НХЛ 2004—2005 возвращается в ЦСКА. 26 августа 2004 года был обменян в «Финикс Койотис». 27 февраля 2007 года был обменян в «Оттаву Сенаторз» и снова боролся в финале за Кубок Стэнли; обладатель кубка Восточной конференции. В 2007 году вернулся в Россию, где подписал контракт с ЦСКА. Потом был обменян в московское «Динамо». В 2011 году выиграл Кубок Гагарина и чемпионат России вместе с «Салаватом Юлаевым».  Кубок Шпенглера 2013 году серебряный призер .В 2015—2016 году бронзовый призёр Чемпионата России.
За время хоккейной карьеры неоднократно принимал участие за сборную России по хоккею. В 2007 году был признан лучшим нападающим Кубка Первого канала и Кубка Карьяла.
Принимал участие:
- Кубок Карьяла — 2004, 2007, 2008, 2009, 2010.
- Чешские хоккейные игры — 2009.
- Кубок Первого Канала — 2007, 2008, 2009.
- Кубок РОСНО — 2004.
- Кубок Шпенглера — 2012, 2013. В 2013 году — серебряный призёр.

Участвовал в матчах всех звёзд — 2004, 2006, 2009 (на Красной площади).
В составе сборной России чемпион мира 2009 года.
Заслуженный мастер спорта России (2010).
Сын вратаря ЦСКА и «Спартака» 80-х Дмитрия Сапрыкина.
Участник матча звёзд КХЛ (2009).
Завершил профессиональную карьеру в 2016 году

## Награды
- Благодарность Президента Российской Федерации (30 июня 2009) — за большой вклад в победу национальной сборной команды России по хоккею на чемпионатах мира в 2008 и 2009 годах[3]

## Статистика
| Легенда | Легенда                    | Легенда | Легенда                   | Легенда | Легенда    |
| ------- | -------------------------- | ------- | ------------------------- | ------- | ---------- |
| И       | Количество проведённых игр | Штр     | Штрафное время            | +/−     | Плюс-минус |
| Г       | Голы                       | П       | Голевые передачи          | О       | Очки       |
| -       | Статистика неизвестна      | —       | Статистика не учитывалась |         |            |